# 羅衡 (鹽豐)
羅衡（1911年10月6日—1984年2月20日），名雲英，字俠齋。雲南省鹽豐縣人。民國37年（1948年）在雲南省婦女選區當選第一屆立法委員。

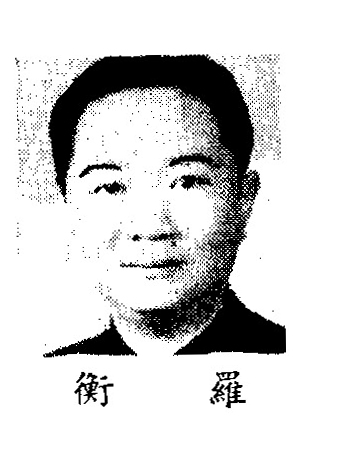
出席制憲國民大會代表時

## 生平[1][2][3][4][5]
- 北平中國大學畢業
- 法國國立巴黎大學畢業
- 中國國民黨雲南省黨部籌備委員
- 中國國民黨雲南省黨務指導委員會委員
- 中國國民黨第九、十屆中央委員
- 中國國民黨中央評議委員
- 新生活婦女慰勞總會榮譽軍人自治實驗區主任
- 國民參政會第一、二、三、四屆參政員
- 制憲國民大會代表
- 第一屆立法院立法委員
- 民國73年2月20日病逝[6]